# 格伦费尔塔火灾
格伦费尔塔火灾（Grenfell Tower fire）是于2017年6月14日凌晨1点开始发生的大火，地点在大伦敦肯辛頓-切爾西皇家自治市北肯辛顿地區的24层高的格伦费尔塔公寓楼，該大樓共有127個住宅單位，臥室則有227間。至少有200名消防员和40辆消防车参与灭火，大火之后整座塔楼几乎被火灾摧毁。据报道，大樓住有600名居民，11月16日当局确认共有72人遇难（另包括一名未出生的腹中胎兒），之前當局曾估計最終或會有過百人遇难，另有74人受傷（其中20人於事發當日处于病危状态，到6月19日仍有9人未脱离生命危险）。伦敦市长萨迪克·汗宣布火灾是“重大事件”。

## 大楼
格伦费尔塔位于內倫敦西部边陲地区北肯辛頓的肯辛顿-切尔西皇家自治市的一座住宅综合楼，住户主要为工人阶级，环抱富人区大楼管理者是代表肯辛顿和切尔西自治市议会的全英最大房客管理组织肯辛顿和切尔西房客管理组织，负责自治市内10000幢不动产的管理。房管董事会由八名居民（房客或租借人）、四名议会委任成员和三名独立成员组织。大楼属廉租房，部分单位以置业权政策出售，由租借人占据或在开放市场上出租。
大楼高24层，采用粗野主义风格，1967年由Clifford Wearden and Associates设计，1970年纳入东兰开斯特改造计划，获议会批准修建。1972年，伦敦莱顿承包商A E Symes在理事会住房制度下开始施工，1974年竣工。楼高67.3米，内置120间一居室和两居室单位，20楼设有六间寓所和10间卧室；往上四层用作非住宅用途，后来其中两层转为住宅用途，总计129间公寓。可容纳600人，2015年到2016年有过改造。类似于英国许多高层建筑，塔楼只有一个中央楼梯，不像其他国家，英国规定不要求加盖第二个楼梯。大楼原首席建筑师奈杰尔·惠特布里德（Nigel Whitbread）2016年表示，大楼在1968年罗南角坍塌后设计，强度受到关注，“在我看来可以维持100年”。
大翻修工程于2016年完工。翻新计划于2012年公布。耗资870万英镑的翻修工程由Studio E. Architects监督，东萨塞克斯郡弗瑞斯特的Rydon Ltd.执行。

## 成因
一些媒体引用格伦费尔塔公寓楼居民的消息，认为本次火灾源头来自一台故障的冰箱，但该消息尚未知是否官方证实。
2018年6月4日，聽證會上公開了五位專家組成調查團的調查報告，指出起火點是在4樓16號的廚房，雖然該住戶於0時54分即時打電話給消防隊，消防隊5分鐘後抵達現場後向大樓住戶下達「留在原地，靜待救援」（stay put）的救災指示，未料因2015年至2016年大樓外牆整修時，在雨屏外牆（rainscreen cladding）上使用了易燃建材，使得火勢迅速往上竄，消防隊直到2時47分才下達疏散指示。另外，大樓內的緊急消防系統也未在火災時發揮應有的功能。種種因素導致重大死傷。

## 批评
有观点认为，格伦费尔塔公寓楼缺乏消防喷淋系统与紧急逃生出口加重了本次火灾的伤亡与损失。

## 影响
2017年6月16日，抗议者在多处进行游行示威，并于圣克莱门教堂聚集，而英国首相特雷莎·梅正在此慰问民众。